# HMS Tally-Ho
Le HMS Tally-Ho (pennant number : P317) est un sous-marin de la classe T en service dans la Royal Navy. Construit au chantier naval Vickers-Armstrongs à Barrow-in-Furness, et John Brown & Company à Clydebank, il est lancé le 23 décembre 1942. Il est le premier (et jusqu’à présent, le seul) navire de la Royal Navy à porter le nom de l’appel de chasse à courre Tally-Ho !.

## Conception
Les sous-marins de la classe S, quoique très réussis, se sont avérés trop petits pour des opérations lointaines. Il fallut mettre en chantier la classe T, également très réussie, qui avait 21 mètres de longueur en plus et un déplacement de 1000 tonnes. Alors que les bâtiments de la classe S avaient seulement six tubes lance-torpilles d'étrave, ceux de la classe T en avaient huit, dont deux dans un bulbe d'étrave, plus deux autres dans la partie mince de la coque au milieu du navire.

## Engagements
Le HMS Tally-Ho fut construit par Vickers-Armstrongs à Barrow-in-Furness et John Brown & Company à Clydebank. Sa quille fut posée le 25 mars 1941. Il fut lancé le 23 décembre 1942 et mis en service dans la Royal Navy le 12 avril 1943.
Sous le commandement du captain Leslie W. A. Bennington, le HMS Tally-Ho a servi en Extrême-Orient pendant la majeure partie de sa carrière en temps de guerre. Il a coulé treize petits voiliers japonais, un caboteur japonais, le transport d’eau japonais Kisogawa Maru, les cargos de l’armée japonaise Ryuko et Daigen Maru no 6, le chasseur de sous-marins auxiliaire japonais Cha 2 et le mouilleur de mines auxiliaire japonais Ma 4. Il a également endommagé un petit navire à moteur japonais et a posé des mines, dont l’une a endommagé le pétrolier marchand japonais Nichiyoku Maru.
Le 11 janvier 1944, le HMS Tally-Ho, alors basé à Trincomalee (Ceylan), aperçoit le croiseur léger japonais Kuma et le destroyer Uranami se livrant à des exercices de lutte anti-sous-marine à environ 10 milles marins (16 km) au nord-ouest de Penang. Le HMS Tally-Ho a tiré une salve de sept torpilles sur le croiseur japonais à une distance de 1900 yards (1700 m), touchant son arrière tribord avec deux torpilles, et mettant le feu au navire. Le Kuma a coulé par l’arrière au voisinage des coordonnées 05°26 Nord 99°52 Est.
Lors de l'action du 14 février 1944, le HMS Tally-Ho coule le sous-marin allemand UIT-23 (anciennement le sous-marin italien Reginaldo Giuliani), juste au large de l’embouchure ouest du détroit de Malacca.
Dans la nuit du 24 février 1944, le HMS Tally-Ho reçut l’ordre de regagner les îles Sembilan. Tandis qu’il naviguait de nuit en surface pour recharger ses batteries, en faisant des zigzags, les vigies aperçurent deux vagues d’étrave sur l’avant. Il était possible que ce soient des navires amis, car les HMS Truculent et Tactician opéraient également dans le secteur. Le HMS Tally-Ho changea immédiatement de cap pour éviter une collision avec les navires qui s’approchaient rapidement. En leur lançant un signal avec la lampe Aldis, les navires ont réagi en modifiant leur cap directement sur le HMS Tally-Ho et en larguant des grenades anti-sous-marines, ne laissant plus aucun doute qu’ils étaient des navires ennemis. À ce moment-là, le navire le plus proche a tiré un obus qui est passé dangereusement près du kiosque du Tally-Ho, avant que l’attaquant ne passe près du sous-marin, puis fasse demi-tour pour une nouvelle attaque. Lors de cette rencontre, le Tally-Ho s’avérait incapable de plonger en raison de la proximité des assaillants et de la faible profondeur des eaux dans le détroit. De plus, plonger aurait offert aux navires attaquants l’opportunité d’éperonner le sous-marin ou de le détruire à coups de charges de profondeur.
Dans l’obscurité, le Tally-Ho a manœuvré pour faire une route parallèle à celle de l’attaquant qui approchait. Lorsque le navire ennemi est passé très près du sous-marin, à le frôler, un violent bruit de martèlement et de déchirure a été entendu. Le navire ennemi fut identifié comme un torpilleur de classe Hayabusa de 600 tonnes. Alors que l’attaquant disparaissait dans l’obscurité, le Tally-Ho a commencé à prendre de la gîte sur bâbord et de la bande sur l’avant. Bennington décida que les batteries étaient suffisamment rechargées pour courir le risque de plonger, ce que le Tally-Ho fit alors. Avant de refermer l’écoutille du kiosque, il a remarqué que le sous-marin avait pris une gîte de 12 degrés. Une fois immergé, l’équipage a fait l’état des dommages et, à part des ampoules brisées ainsi que le verres des cadrans de jauge, le Tally-Ho semblait être en état de naviguer. Il est resté en immersion jusqu’au 24 février à 6 h 30. Bennington a alors ramené le Tally-Ho en immersion périscopique et observé son agresseur effectuer des manœuvres inhabituelles, apparemment à la recherche du sous-marin, sur tribord à environ 4 milles marins (6,4 km).
Le Tally-Ho est resté en plongée pendant les 12 heures suivantes, avant de refaire surface après la tombée de la nuit, à 18 heures 25. Revenu à la surface, on découvrit que la gîte du sous-marin avait augmenté jusqu’à 15 degrés, et il était possible de voir les dommages infligés aux ballasts bâbord du sous-marin, qui étaient tous ouverts au sommet et hors d’usage. Grâce au transfert de carburant et d’eau de divers réservoirs et le déplacement des vivres et des torpilles, l’assiette à l’avant a été réduite à 4 degrés. Le voyage de retour à Trincomalee, d’une durée de trois jours, a pu commencer. Ce fut un trajet sans incident, hormis la rencontre d’une mousson pendant le passage du Golfe du Bengale.
Arrivé au port de Trincomalee le 29 février 1944, le Tally-Ho avait manqué le rendez-vous avec son escorteur, et il se retrouva au milieu de la flotte de combat de l’amiral James Sommerville pendant un exercice. Plus tard, lors d’un examen en cale sèche avant les réparations, l’étendue des dommages aux ballasts bâbord du Tally-Ho a été découverte. Les hélices en rotation du torpilleur avaient roulé sur toute la longueur des ballasts, creusant de grands trous dans ceux-ci. Des fragments de bronze phosphoreux des pales d’hélice furent découverts à l’intérieur. Les enquêtes menées après-guerre ont appris que le comportement bizarre de l’attaquant après son attaque était dû à une combinaison des dommages infligés par la rencontre : l’aileron bâbord avant du HMS Tally-Ho, abaissé, avait percé la coque du torpilleur, et les pales de son hélice bâbord avaient été arrachées presque jusqu’au moyeu.
Le 6 octobre 1944, le HMS Tally-Ho coule le chasseur de sous-marins auxiliaire japonais Cha-2 (130 tonnes) à environ 110 milles marins au sud-ouest de Penang, en Malaisie britannique, à la position 04° 20 Nord 098° 24 Est.
Le 29 octobre 1944, le HMS Tally-Ho quitte Ceylan avec à son bord une équipe de trois résistants thaïlandais, organisée par l’OSS, à destination du Siam. En chemin, le HMS Tally-Ho tenta sans succès d’intercepter un sous-marin allemand. Le voyage fut encore retardé par une recherche d’aviateurs alliés abattus près du détroit de Malacca. L’équipe de Thaïs Libres a finalement débarqué le 9 novembre sur Koh Kradan dans la province de Trang.

## Après-guerre
Le HMS Tally-Ho a survécu à la Seconde Guerre mondiale et a continué à servir dans la Royal Navy. À la fin de la guerre, il opérait dans les eaux britanniques après un carénage, après quoi il a rejoint la 6e flottille sous-marine en Australie,. En 1947, il rejoint la 3e flottille sous-marine basée à Rothesay en Écosse. En 1949, le HMS Tally-Ho est déployé au Canada en juillet pour relever le HMS Tudor. Le sous-marin s’entraîne avec la Royal Canadian Navy (RCN) à la lutte anti-sous-marine,. Après son affectation au Canada, le HMS Tally-Ho a été affecté à l’escadre des Antilles et des Amériques. En 1953, il participe à la Revue de la flotte pour célébrer le couronnement de la reine Élisabeth II.
En 1954, le HMS Tally Ho a effectué un autre séjour au Canada et a également effectué un voyage des Bermudes au Royaume-Uni entièrement en plongée, en utilisant son schnorchel. Il fut le deuxième sous-marin à le faire. Il lui a fallu trois semaines pour terminer le voyage. Le Glasgow Herald a déclaré à cette occasion : « Les hommes dans le sous-marin Tally Ho s’attendent à voir la lumière du jour aujourd’hui pour la première fois en trois semaines, le temps qu’il a fallu au navire pour voyager à profondeur de schnorchel à travers l’océan Atlantique à partir des Bermudes. L’objectif de l’opération est d’acquérir de l’expérience sur le comportement d’un sous-marin de classe T dans de telles conditions et de former le personnel aux techniques du schnorchel et aux opérations sous-marines en général ».
Le HMS Tally Ho fut vendu à Thos W Ward et démoli à Briton Ferry, au Pays de Galles, le 10 février 1967.

## Commandants
| Début | Fin  | Capitaine                                           |
| ----- | ---- | --------------------------------------------------- |
| 1943  | 1945 | Captain Leslie W. A. Bennington, Royal Navy         |
| 1953  | 1953 | Lieutenant commander B. L. D. Rowe, DSC, Royal Navy |
| 1965  | 1965 |                                                     |